# Michael Deak
Michael „Mike“ S. Deak (* 18. März 1960 in New Jersey) ist ein US-amerikanischer Schauspieler, Filmproduzent, Maskenbildner und Spezialeffektkünstler.

## Leben
Deak begann seine Schauspielkarriere ab 1985 zuerst mit der Darstellung von Nebenrollen in sogenannten Splatterfilmen und Horrorfilmen. 1988 spielte er in Underground Werewolf den Antagonist, einen Werwolf. Er hatte zwar in den folgenden Jahren Besetzungen in anderen Genres, blieb aber Filmen oder Fernsehserien mit übernatürlichen Inhalt treu. In die Rolle eines Werwolfes schlüpfte er 2007 in den Rodriguez-Tarantino Film Grindhouse und dem dazugehörigen Kurzfilm Werewolf Women of the S.S. (der eine Art Fake-Trailer zu Grindhouse ist). 2009 war zuletzt in einem Film, Halloween II, zu sehen. Parallel zu seiner Schauspielkarriere arbeitete Deak in unregelmäßigen Abständen auch als Filmproduzent, überwiegend in assistierender Funktion und war zwischen 1986 und 2011 an 12 Filmen beteiligt, die sich überwiegend den Horrorfilmen zuordnen lassen. Seit Mitte der 1980er Jahre arbeitet er als Maskenbildner und Spezialeffektkünstler und war an namhaften Filmen wie From Beyond – Aliens des Grauens, Jack Frost – Der eiskalte Killer, Hulk, Fluch der Karibik, Bad Boys II, Lemony Snicket – Rätselhafte Ereignisse, Die Insel, Die Chroniken von Narnia: Der König von Narnia, Transformers, Transformers – Die Rache oder Tron: Legacy in verschiedenen filmkünstlerischen Tätigkeiten beteiligt.

## Filmografie

### Schauspieler
- 1985: Zombie 2 (Day of the Dead)
- 1987: Ghoulies II
- 1987: Evil Spawn
- 1987: Prison – Rückkehr aus der Hölle (Prison)
- 1988: Underground Werewolf (Cellar Dweller)
- 1988: Spellcaster
- 1989: Arena – Nur einer Überlebt (Arena)
- 1989: Ghost Writer
- 1990: Shadowzone
- 1990: Geschichten aus der Schattenwelt (Tales from the Darkside: The Movie)
- 1991: Meister des Grauens (The Pit and the Pendulum)
- 1991: Mutronics – Invasion der Supermutanten (The Guyver)
- 1991: Toulon's Rache (Puppet Master III: Toulon's Revenge)
- 1992: Cosmo (Bad Channels)
- 1992: Kung Fu Rascals
- 1993: Return of the Living Dead III
- 1994: Lisa – Der helle Wahnsinn (Weird Science) (Fernsehserie, Episode 2x03)
- 1996: Beastmaster – Das Auge des Braxus (Beastmaster – The Eye of Braxus) (Fernsehfilm)
- 1997: Turbo: Der Power Rangers Film (Turbo: A Power Rangers Movie)
- 1997: Le zombi de Cap-Rouge
- 1997: The Creeps
- 1999: Blood Dolls – Die Killer-Puppen (Blood Dolls)
- 2000: Little Nicky – Satan Junior (Little Nicky)
- 2001: Witchouse 3: Demon Fire
- 2002: Passions (Fernsehserie, 2 Episoden)
- 2002: Sabrina – Total Verhext! (Sabrina, the Teenage Witch) (Fernsehserie, Episode 7x07)
- 2003: A Light in the Forest
- 2006: Abominable
- 2007: Grindhouse
- 2007: Werewolf Women of the S.S. (Kurzfilm)
- 2008: Gingerdead Man 2: Passion of the Crust
- 2009: Halloween II

### Produzent
- 1986: Killerhaus (Crawlspace)
- 1989: The Laughing Dead
- 1995: Feuchte Zone L.A. (Blonde Heaven)
- 1995: Beach Babes 2: Cave Girl Island
- 1995: Magic Island
- 1996: Zarkorr! The Invader
- 2000: Killjoy
- 2002: Killjoy 2: Deliverance from Evil
- 2002: Scared
- 2003: Speed Demon
- 2003: Puppet Master: The Legacy
- 2011: Gingerdead Man 3: Saturday Night Cleaver

### Maskenbildner
- 1984: Ghoulies
- 1985: Zombie 2 (Day of the Dead)
- 1989: Das Phantom der Oper (Gaston Leroux’s The Phantom of the Opera)
- 1990: Shadowzone
- 1990: Sleeping Car
- 1990: Der Kuss der Bestie (Meridian: Kiss of the Beast)
- 1990: Kampf der Roboter (Crash and Burn)
- 1991: Freddy’s Finale – Nightmare on Elm Street 6 (Freddy’s Dead: The Final Nightmare)
- 1993: Helldance
- 1993: Cyber World
- 1993: Mandroid
- 1993: Randy räumt auf (Remote)
- 1993: Tod im Spielzeugland (Dollman vs. Demonic Toys)
- 1993: Puppet Master 4
- 1993: Invisible – Die unheimliche Macht (Invisible: The Chronicles of Benjamin Knight)
- 1994: Trancers 4
- 1994: Subspecies III – Bloodlust
- 1994: Alien Desperados (Oblivion)
- 1994: Shrunken Heads
- 1994: Shocking Fear
- 1994: Puppet Master 5
- 1994: Pet Shop
- 1994: Der kleine Gigant (Beanstalk)
- 1995: Die Kobolde sind los (Leapin' Leprechauns!)
- 1996: Badlands
- 1996: The Dentist
- 1996: Spellbreaker: Secret of the Leprechauns
- 1997: Jack Frost – Der eiskalte Killer (Jack Frost)
- 1999: From Dusk Till Dawn 2 – Texas Blood Money
- 1999: From Dusk Till Dawn 3 – The Hangman’s Daughter
- 2003: Haus der 1000 Leichen (House of 1000 Corpses)
- 2005: Amityville Horror – Eine wahre Geschichte (The Amityville Horror)
- 2005: Die Insel (The Island)
- 2005: Serenity – Flucht in neue Welten (Serenity)
- 2005: Hostel
- 2005: Die Chroniken von Narnia: Der König von Narnia (The Chronicles of Narnia: The Lion, the Witch and the Wardrobe)
- 2005–2006: Masters of Horror (Fernsehserie, 4 Episoden)
- 2006: Poseidon
- 2006: Déjà Vu – Wettlauf gegen die Zeit (Déjà Vu)
- 2007: The Hitcher
- 2007: The Hills Have Eyes 2
- 2007: Death Proof – Todsicher (Grindhouse: Death Proof)
- 2007: Hostel 2 (Hostel: Part II)
- 2007: Halloween
- 2008: Starz Inside: Fantastic Flesh (Dokumentation)
- 2009: Horsemen
- 2009: Public Enemies
- 2009: Surrogates – Mein zweites Ich (Surrogates)
- 2009: Splice – Das Genexperiment (Splice)
- 2010: Auftrag Rache (Edge of Darkness)
- 2010: The Pacific (Mini-Fernsehserie, 10 Episoden)

### Spezialeffekte
- 1986: Destroyers
- 1986: TerrorVision
- 1986: From Beyond – Aliens des Grauens (From Beyond)
- 1987: The Caller
- 1987: Ghoulies II
- 1987: Evil Spawn
- 1987: Prison – Rückkehr aus der Hölle (Prison)
- 1988: Underground Werewolf (Cellar Dweller)
- 1988: Freitag der 13. Teil VII – Jason im Blutrausch (Friday the 13th Part VII: The New Blood)
- 1988: Ghost Town
- 1988: Alien Transformations
- 1988: Halloween IV – Michael Myers kehrt zurück (Halloween 4: The Return of Michael Myers)
- 1988: Tödliche Lippen (To Die For)
- 1988: Spellcaster
- 1988: Pulse Pounders
- 1989: Arena – Nur einer Überlebt (Arena)
- 1989: Beverly Hills Vamp
- 1989: Das Phantom der Oper (Gaston Leroux’s The Phantom of the Opera)
- 1989: Bride of Re-Animator
- 1989: The Laughing Dead
- 1990: Sleeping Car
- 1990: Troll 3 (Quest for the Mighty Sword)
- 1991: Ghoulies III: Ghoulies Go to College
- 1991: Mutronics – Invasion der Supermutanten (The Guyver)
- 1991: Toys – Tödliches Spielzeug (Silent Night, Deadly Night 5: The Toy Maker)
- 1992: Der Rasenmähermann (The Lawnmower Man)
- 1992: Demonic Toys
- 1992: Sway
- 1993: Mask of Murder 2 (Doppelgänger) (Doppelganger)
- 1993: Tod im Spielzeugland (Dollman vs. Demonic Toys)
- 1994: Shrunken Heads
- 1994: Trancers 5: Sudden Deth
- 1995: Tales from the Hood
- 1995: Outer Limits – Die unbekannte Dimension (The Outer Limits) (Fernsehserie, 2 Episoden)
- 1995: Feuchte Zone L.A. (Blonde Heaven)
- 1997: Perversions of Science (Fernsehserie)
- 1997: Jack Frost – Der eiskalte Killer (Jack Frost)
- 1998: Phantoms
- 1998: Kraa! The Sea Monster
- 1998: Phantasm IV (Phantasm IV: Oblivion)
- 1999: Planet Patrol
- 2003: Haus der 1000 Leichen (House of 1000 Corpses)
- 2003: Hulk
- 2003: Fluch der Karibik (Pirates of the Caribbean: The Curse of the Black Pearl)
- 2003: Bad Boys II
- 2004: Tremors 4 – Wie alles begann (Tremors 4: The Legend Begins)
- 2004: Zwischenfall am Loch Ness (Incident at Loch Ness)
- 2004: Ginger Snaps III – Der Anfang (Ginger Snaps Back: The Beginning)
- 2004: Lemony Snicket – Rätselhafte Ereignisse (Lemony Snicket’s A Series Of Unfortunate Events)
- 2005: Die Insel (The Island)
- 2007: Masters of Horror (Fernsehserie, 10 Episoden)
- 2007: Transformers
- 2007: R. L. Stine’s Und wieder schlägt die Geisterstunde: Das Monster, das ich rief (The Haunting Hour: Don’t Think About It)
- 2009: Transformers – Die Rache (Transformers: Revenge of the Fallen)
- 2009: Halloween II
- 2010: Demonic Toys: Personal Demons
- 2010: The Pacific (Mini-Fernsehserie, 3 Episoden)
- 2010: Tron: Legacy
- 2020: Bill & Ted 3